# 柳小路駅
柳小路駅（やなぎこうじえき）は、神奈川県藤沢市鵠沼藤が谷四丁目にある、江ノ島電鉄の駅。駅番号はEN03。

## 歴史

### 年表
- 1920年（大正9年）4月1日：開業。
- 1944年（昭和19年）6月30日：戦時中閉鎖。
- 1950年（昭和25年）7月15日：再開。
- 2022年（令和4年）4月7日：副駅名「鵠沼高等学校」を設定[1]。

### 駅名の由来
昔、当駅の石上駅寄り階段下から伸びる道の脇に柳の木を植え、「柳小路住宅地」と名付けて分譲されたためといわれている。

## 駅構造
単式ホーム1面1線を有する地上駅で無人駅である。藤沢方・鎌倉方両方から出入りできるようにホームの両端にICカード簡易改札機とタッチ決済・QRコード決済のリーダー機が設置されている。藤沢方は階段で直近の踏切に接続しているが、踏切がない鎌倉方はスロープになっており、自動券売機1台がスロープ下の構築物内に設置されている。
附近には、店舗等はなく住宅街である。近くに、蓮池と称される沼があり、小さな憩いの場として整備されている。トイレなどの施設は無い。

## 利用状況
2021年（令和3年）度の1日平均乗降人員は2,268人であり、江ノ電全15駅中10位。
近年の1日平均乗降・乗車人員推移は下記の通り。
| 年度               | 1日平均 乗降人員 | 1日平均 乗車人員 | 出典     |
| ------------------ | ---------------- | ---------------- | -------- |
| 1995年（平成07年） |                  | 892              | [ * 1 ]  |
| 1998年（平成10年） |                  | 798              | [ * 2 ]  |
| 1999年（平成11年） |                  | 806              | [ * 3 ]  |
| 2000年（平成12年） |                  | 750              | [ * 3 ]  |
| 2001年（平成13年） |                  | 695              | [ * 4 ]  |
| 2002年（平成14年） | 1,964            | 640              | [ * 5 ]  |
| 2003年（平成15年） | 1,966            | 642              | [ * 6 ]  |
| 2004年（平成16年） | 2,111            | 725              | [ * 7 ]  |
| 2005年（平成17年） | 2,178            | 729              | [ * 8 ]  |
| 2006年（平成18年） | 1,744            | 703              | [ * 9 ]  |
| 2007年（平成19年） | 1,972            | 567              | [ * 10 ] |
| 2008年（平成20年） | 2,127            | 549              | [ * 11 ] |
| 2009年（平成21年） | 2,111            | 525              | [ * 12 ] |
| 2010年（平成22年） | 2,073            | 536              | [ * 13 ] |
| 2011年（平成23年） | 2,074            | 511              | [ * 14 ] |
| 2012年（平成24年） | 2,277            | 1,106            | [ * 15 ] |
| 2013年（平成25年） | 2,341            | 1,249            | [ * 16 ] |
| 2014年（平成26年） | 2,469            | 1,316            | [ * 17 ] |
| 2015年（平成27年） | 2,544            | 1,356            | [ * 18 ] |
| 2016年（平成28年） | 2,637            | 1,403            | [ * 19 ] |
| 2017年（平成29年） | 2,657            | 1,396            | [ * 20 ] |
| 2018年（平成30年） | 2,772            | 1,457            | [ * 21 ] |
| 2019年（令和元年） | 2,714            | 1,430            | [ * 22 ] |
| 2020年（令和02年） | 1,964            | 1,022            | [ * 23 ] |
| 2021年（令和03年） | 2,268            | 1,190            | [ * 24 ] |
| 2022年（令和04年） |                  | 1,362            | [ * 25 ] |

## 駅周辺
住宅地が広がっている。
- 鵠沼高等学校
- 国道467号

### バス路線
徒歩3分程の国道467号上に設置されている「柳小路」が最寄りバス停。特記以外は全路線江ノ電バスによる運行。
- 北方向
  - F2・F3・F21・F23・F31・F35 - 藤沢駅南口行
  - 藤77 - 藤沢駅北口行（神奈川中央交通） ※海の日限定
- 南方向
  - F3 - 江ノ島行
  - F31 - 湘南港桟橋行 ※土休日朝1本
  - F20 - 藤沢駅南口行（片瀬山経由）
  - F21 - 津村行
  - F23 - 湘南車庫行
  - 藤77 - 辻堂駅南口行（江の島経由、神奈川中央交通） ※海の日限定

## 隣の駅
江ノ島電鉄
 江ノ島電鉄線
石上駅 (EN02) - 柳小路駅 (EN03) - 鵠沼駅 (EN04)